# Call of Duty
Call of Duty (укр. «Поклик обов'язку», «Службовий обов'язок») — культова відеогра жанру шутера від першої особи на тему Другої світової війни, перша гра з однойменної серії. Розроблена компанією Infinity Ward і видана компанією Activision 29 жовтня 2003 року для платформи ПК. Гра зроблена на рушії Quake III: Team Arena. У вересні 2004 вийшло доповнення, Call of Duty: United Offensive, розроблене Gray Matter Interactive спільно з Pi Studios. Тема і геймплей Call of Duty схожі на [Medal of Honor (серія ігор)|[Medal of Honor]], яка також складається з поодиноких місій і кампаній, однак, на відміну від Medal of Honor, війну можна побачити не тільки очима американського солдата, але й радянського і британського.
Особливістю гри є те, що в одиночній грі гравця майже завжди підтримують кілька керованих комп'ютером союзних солдатів у кількості від 1 солдата (в деяких місіях британської кампанії) до цілого полку (в радянській кампанії). Це робить гру більш цікавою і реалістичною.

## Ігровий процес
Call of Duty має як одиночний режим гри, так і багатокористувацький. В одиночній грі можна воювати за одного з трьох солдатів Другої світової: спочатку треба пройти завдання за американського десантника рядового Джої Мартіна, потім за англійця сержанта Джека Еванса, а потім завдання за солдата, а пізніше молодшого сержанта, далі сержанта і лейтенанта Червоної армії Олексія Івановича Вороніна.
Перед кожною місією проходить брифінг, у вигляді уривків із щоденників, наказів або слайд-шоу з коментарями. Для проходження місії треба по черзі виконати всі її завдання. У грі є автозбереження в певних точках і ручне збереження.
В одиночній грі є чотири рівні складності, що відрізняються кількістю поранень, які може витримати головний герой. У грі є шкала життя, заповнюється аптечками, які, однак, відсутні на вищому рівні складності «Ветеран». Гравець може одночасно нести з собою два великих типи зброї, один тип пістолета та 10 гранат, а також бити прикладом майже будь-якої зброї (для цього, як і в реальності, непридатний Sten Mk.2). Деякі типи зброї мають декілька (зазвичай два) режими стрільби (наприклад, одиночні постріли і автоматна черга). Запас патронів обмежений, однак може бути поповнений за рахунок невикористовуваної зброї того ж типу (наприклад, зброї, що випала з рук убитого солдата). Вся зброя і обмундирування солдатів 1940-х. У грі є чотири армії: США, Великої Британії, Третього рейху та СРСР. Вони розрізняються обмундируванням, зброєю, іменами солдатів і типом мовлення. Гравцеві допомагає вбудований в інтерфейс екрану компас із зазначенням цілей місії і дружніх солдатів. У ряді місій гравцеві доведеться знищувати ворогів, сидячи в кузові швидкорухомого автомобіля, збивати атакуючі «Штуки» з зенітного знаряддя і керувати танком.

## Сюжет
У грі представлено 3 кампанії, що охоплюють кілька періодів війни з 1942 по 1945 роки. У кожній кампанії по кілька місій. Всього 26 місій.

### Ігрові персонажі
|                 | Персонаж                  | Опис |
| --------------- | ------------------------- | --- |
| США             | Джої Мартін (Joey Martin) | Рядовий, рота «B» 506-го парашутно-десантного полку 101-ї повітряно-десантної дивізії США |
| США             | Джої Мартін (Joey Martin) | Головний дійовий персонаж американської кампанії. Гра за цього персонажа починається з навчального табору Токкоа в США. Потім участь у десантуванні, а також у спецопераціях в Альпах, Австрії, і в Бельгії |
| Велика Британія | Джек Еванс (Jack Evans)   | Сержант, 6 авіадесантна дивізія, в подальшому був переведений в SAS. |
| Велика Британія | Джек Еванс (Jack Evans)   | Основний персонаж англійської кампанії. Бере участь у десантуванні, а пізніше в складі бійців SAS в диверсійних операціях                                                                                   |
| СРСР            | Олексій Іванович Воронін  | Спочатку червоноармієць, тоді молодший сержант 13-ї гвардійської стрілецької дивізії, далі сержант 2-ї танкової армії, і в кінці — лейтенант 150-ї стрілецької дивізій Червоної Армії                       |
| СРСР            | Олексій Іванович Воронін  | Головний дійовий персонаж радянської кампанії. Бере участь у Сталінградській битві, Вісло-Одерської і Берлінській операціях                                                                                 |

### Американська кампанія
Гра розпочинається 9 червня 1942 року, коли рядовий Джо Мартін проходить навчання в таборі Токкоа, штат Джорджія.
Через 2 роки після місії тренування, завершивши підготовку, Мартін бере участь у висадці в Нормандії як "слідопит", і одним з перших приземляється саме він. В ніч з 5 по 6 червня 1944 року Мартін приземлився на краю села Сент-Мер-Егліз, Франція. Його метою є зв'язатися з сержантом Хітом. Убивши на шляху першого німецького солдата, рядовий шукає сержанта Хіта, але знаходить останнього мертвим .  Мартін бере мішок з радіопередавачем. Після очищення німецького бункера, він встановлює реле, викликаючи скидання парашутистів недалеко від села.
Пройшовши через ворожий бункер і убивши там супротивників, Мартін підмикає свій маячок до передавача, і незабаром висаджуються основні сили десанту .
Під командуванням капітана Фоулі бійці 82-ї повітряно-десантної дивізії і рядовий Мартін починають штурм села, та, зачистивши будівлі і невеликі вулиці, спускаються в окопи.

#### Штурм Сента Мер Ігліс
На виході з окопів американців чекає вкрите трупами худоби поле, попереду як мінімум два кулемети, праворуч мінне поле.
Ділянку краще проходити правіше, впритул до мінного поля. З середньої дистанції можливо поцілити нижнього правого кулеметника. Того, що в будинку, краще вбити, зайшовши на другий поверх. Залежно від взаємодії гравця і ботів може бути активним третій кулемет — на першому поверсі будинку. Його можна вразити гранатами через вікна.
На другому поверсі будинку вже є медаптечки і можна добрати гранати. По можливості американський карабін краще змінити на МП-40 
Американські десантники атакують Сент-Мер-Егліз.
Прийшовши до руїн села, американська філія під командуванням капітана Фолі, в боях з німцями знищує три машини зенітки і займає сільську місцевість.
7 серпня загін потрапляє в Баварські Альпи для того, щоб врятувати двох полонених британських офіцера: капітана Прайса і майора Інграма.

### Англійська кампанія
Британська кампанія складається з 6 місій. Протагоністом в них є сержант Джек Еванс. Місце дії перших двох місій  — Нормандія, наступних трьох — Німеччина, а шоста  — у Північному морі біля Норвегії.
- Операція «Пегас». Ніч

 Франція, Нормандія, міст Пегас. 6 червня 1944.
 Нічна місія. Захоплення контрольованого німцями мосту через канал, знищення німецького танка і зачистка місцевості.
- Операція «Пегас». День

 Франція, Нормандія, міст Пегас. 6 червня 1944.
 Денна місія. Продовження попередньої місії. Утримання мосту Пегас, відбиття контр-атак німців і знищення кількох німецьких танків.

#### Дамба
Німеччина, гребля на річці Рур. 2 вересня 1944.
 Нічна місія. Одиночний рейд на німецьку греблю в Рурі з метою послаблення її протиповітряної оборони і підриву генераторів. Знищення зеніток. Наприкінці місії возз'єднання з сержантом Уотерсом і капітаном Прайсом.
Дамба — одинадцятий рівень Call of Duty і третій у британської кампанії.
Сержант Джек Еванс потрапляє до підніжжя дамби у той час, коли інші бійці групи — капітан Прайс і сержант Уотерс — мають захопити вантажівку для відходу.
Еванс має поодинці вивести  з ладу біля шести зеніток зверху греблі, спуститися вниз, перебити весь гарнізон охорони ГЕС і знищити генераторну апаратуру на дамбі, пройшовши через десятки німецьких солдатів. Остання зенітка знаходиться на нижньому за течією майданчику. Потім необхідно повернутися, знищуючи все нових німецьких бійців. Після виконання завдання Еванс повертається до вантажівки, де його чекають сержант Уотерс і капітан Прайс.
Еванс сідає, і всі троє їдуть в сторону військового німецького аеродрома.

##### Поради
- Боєприпаси Стен закінчаться в середині місії — замість нього рекомендується взяти MP-40. Можна це зробити ще зверху дамби, що дозволить накопичувати набої в процесі просування. Другою зброєю можна взяти Kar98k із оптичним прицілом.
- У першого ліфта внизу на вас буде чекати засідка — двоє німців відкриють вогонь, як тільки ліфт спуститься на їх поверх. У ліфті буде бочка — використовуйте її як укриття, щоб не втратити багато здоров'я.
- Пам'ятайте — у цій місії буде багато ворогів, які вискакують з-за рогу, тому не забувайте використовувати приклад. А краще гранати на підходах до критичних сходів чи поворотів.
- Біля єдиної Flak-88 (решта  Flak-20х4) на нижньому майданчику є лише одна змога поповнити боєприпаси до карабіна з оптичним прицілом. Не прогавте цю можливість, карабін з оптикою Вам ой як знадобиться.
- При поверненні до генераторного залу можна змінити Ваш MP-40 на точніший і потужніший Штурмгевер-44. Раніше цього робити не варто, бо не знайдете належної кількості набоїв.
- Можна помітити що у вантажівці іноді не буде Прайса і машина поїде сама.

##### Цікаві факти
- Диктор говорить по гучномовному зв'язку про британських командос. Незрозуміло, як німці зрозуміли про те, що їх атакує саме британський спецназ, а не який-небудь інший. Можливо, на Евансі був характерний для SAS зелений берет?..

##### Відео
- Проходження місії на youtube.com [Архівовано 7 листопада 2015 у Wayback Machine.]
- Поїздка на вантажівці

 Німеччина, гірська дорога. 2 вересня 1944.
 Денна місія. Продовження попередньої місії. Втеча з греблі з Уотерсом і Прайсом на німецькій вантажівці, стрільба з Панцерфаустів по ворожим вантажівкам, легковим машинам і мотоциклам. Прикрити зі снайперською гвинтівкою сержанта Уотерса, поки той вручну підриває міст.
- Льотне поле

 Німеччина, німецький аеродром. 2 вересня 1944.
 Денна місія. Продовження попередньої місії. Прорив вантажівкою на німецький аеродром, стрілянина по німецьких пікіруючих бомбардувальниках «Штука» із зенітки і втеча на транспортному літаку.
- Корабель

 Північне море, близько Норвегії, німецький лінійний корабель «Тірпіц». 27 жовтня 1944.
 Нічна місія. Потрібно в формі німецьких офіцерів проникнути на корабель, закласти вибухівку на генератори, вивести з ладу радіозв'язок, взяти документи і «змитися» з корабля (капітан Прайс у цій місії гине).

## Розробка та реліз
8 квітня 2003 року компанія Activision оголосила про початок розробки гри Call of Duty. За створення гри відповідала студія Infinity Ward, що складалася з 22 колишніх співробітників студії 2015, Inc., які розробляли гру Medal of Honor: Allied Assault. В розробці гри також взяли участь актори Джейсон Стетхем, Джованні Рібізі і сценарист Майкл Шиффер, автор сценаріїв до фільмів «Багряний приплив» і «Миротворець». Шиффер заявив в інтерв'ю сайту IGN, що прагне збагатити діалоги в грі з чорним гумором і різною специфікою армії, щоб зробити гру більш реалістичною. Саундтрек до гри був написаний Майклом Джаккіно.
На Electronic Entertainment Expo в 2003 році було показано трейлер гри, що включав в основному перехід радянських військ через Волгу та бої американських десантників в Сент-Мер-Егліз. Також представлений був етап із зображенням наступу радянських солдатів на лівобережний Сталінград, який він використовував як демонстрацію можливостей штучного інтелекту в грі.
29 серпня 2003 року було випущено демо-версію Call of Duty, яка містила одну місію американської кампанії. 29 жовтня того ж року в США вийшла повна версія гри.

## Рушій гри
Call of Duty використовує модифіковану версію рушія гри Quake III Arena (ID Tech 3). Він підтримує модуль T&L і може відображати складні сцени з більш ніж 200.000 полігонів. Рушій також підтримує затінення пікселів і затінення вершин, що дозволяє переглядати докладні батальні сцени, за участю великої кількості комп'ютерних військ. Завдяки компіляторові освітлення тіней у грі згладжене.

## Оцінки й відгуки
| Агрегатор    | Оцінка                         |
| ------------ | ------------------------------ |
| GameRankings | 83.79/100 (PS2) 70.42/100 (PC) |
| Metacritic   | 78/100 (PS2) 91/100 (PC)       |

| Видання   | Оцінка                   |
| --------- | ------------------------ |
| 1Up.com   | A- (PC)                  |
| Eurogamer | 9/10 (PS2)               |
| GameSpot  | 9 (PC)                   |
| GameSpy   | 4/5 (PS2) 3/5 (PC)       |
| GameZone  | 8.5/10 (PS2) 8.0/10 (PC) |
| IGN       | 8.8/10 (PS2) 9.3/10 (PC) |

Версія Call of Duty для персональних комп'ютерів завоювала три нагороди організації Академії мистецтв та інтерактивних наук в категоріях «Гра року», «Відеогра року», і «Відеогра року в жанрі екшн від першої особи». До 14 вересня 2004 року, відповідно до видавця, Call of Duty отримала близько 50 рекомендацій рецензентів і 80 нагород «Гра року».
Call of Duty також користувалася комерційним успіхом — в січні 2004 року в США вона була на першому місці в списку найбільш продаваних ігор.